# Porcellionides depressionum
Porcellionides depressionum är en kräftdjursart som först beskrevs av Karl Wilhelm Verhoeff1943.  Porcellionides depressionum ingår i släktet Porcellionides och familjen Porcellionidae. Inga underarter finns listade i Catalogue of Life.